# 蘇萊耶
蘇萊耶（法語：Souleye），是馬里的城鎮，位於該國中部，由塞古區的馬西納省負責管轄，面積388平方公里，海拔高度272米，2009年人口9,885，人口密度每平方公里25.48人。